# Miloš Dvořáček
Miloš Dvořáček (* 3. března 1951 Jaroměř) je český folkový kytarista a lektor hry na kytaru. Jako instrumentalista nahrál několik alb s řadou českých folkových muzikantů.
Vyučil se zámečníkem v Jaroměři, absolvoval I. a II. cyklus Lidové školy umění obor Kytara. Po základní vojenské službě působil v Hradci Králové v orchestrech – Combo „D“ Jiřího Dvořáka a v Tanečním orchestru Jiřího Hasala.
V letech 1972–1974 působil jako lektor hry na kytaru v Poděbradech a v Pečkách. V letech 1974–1979 pak jako učitel v LŠU v Chlumci nad Cidlinou a v Hradci Králové. V roce 1974 se stal členem skupiny Kantoři a přešel na profesionální dráhu. Jako instrumentalista, aranžér, režisér a autor spolupracoval na deskách Spirituál kvintetu, Wabiho Daňka, Pavla Dobeše, Věry Martinové, Ivo Jahelky, Nezmarů a dalších. V letech 1989–1995 hrál s Pavlem Dobešem a od roku 1995 s Wabi Daňkem. S ním vystupoval až do jeho smrti v roce 2017. Příležitostně vystupuje i se svým synem bubeníkem a multiinstrumentalistou Milošem Dvořáčkem mladším.